# Fredrikke Nielsen
Fredrikke Nielsen (Haugesund, 5 juli 1837 – Bergen, 7 juli 1912) was een Noors actrice. 

## Achtergrond
Fredrikke Lovise "Jensen" is de dochter van de Deense apotheker Ulrik Christian Christian Rostrup en Noorse Anna Endresdatter Gronhaug. Apotheker Rostrup en huishoudster Grønhoug hadden elkaar ontmoet bij Lars Monrad. De kerkannalen vermeldden echter als vader ene Ungkarl Fredrik Jensen uit Stockholm. Rostrup was namelijk al vertrokken toen Anna net zwanger was. Aldus groeide ze op op de boerderij bij haar tante. Toen ze acht jaar oud werd ze meegnomen naar Bergen, alwaar ze te horen kreeg dat Anna Grønhaug haar echte moeder was (die ze daarvoor als tante kende). Grønhoug had was toen getrouwd met de alcoholist en wielmaker Jacob Einersen Rognved. Haar biologische vader was naar de Verenigde Staten vertrokken en eindigde in Panama. Toch was Rostrup haar niet vergeten. Hij kocht aandelen op haar naam, die ze later kon verzilveren en hij kwam ook weleens naar het theater in Bergen als ze een voorstelling gaf. Op 27 november 1856 huwde Fredrikke Lovise met acteur en fotograaf Harald Andreas Nielsen (1831-1882). Henrik Ibsen schreef een huwelijkslied voor hun. Ze kregen ongeveer tien kinderen.  

## Toneel

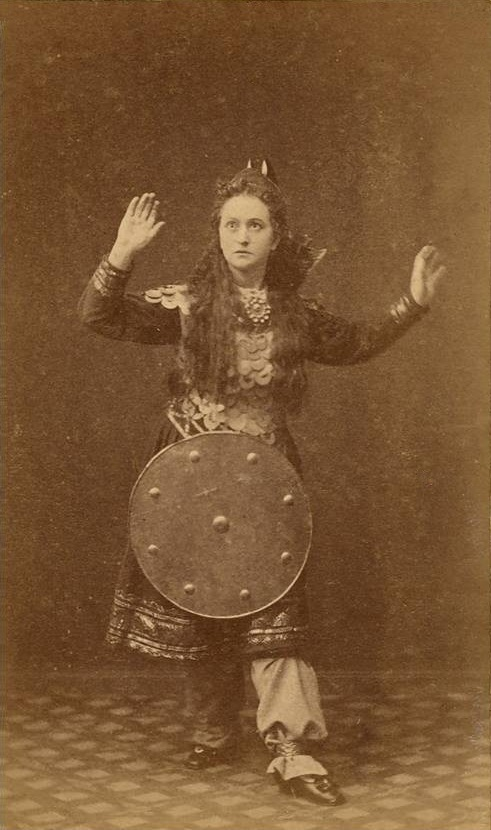
Fredrikke Nielsen als Hjordis (1859).

Ze maakte haar officiële debuut op 14 december 1853 in het stuk Hvor hun kan lyve. Ze had daarvoor al enige kleine rolletjes gespeeld. Datzelfde jaar was ze al in dienst genomen door het Norske Theater in Bergen, waar ze tot 1861 zou blijven. Ze kreeg daar opleiding in de praktijk van Herman Laading en Henrik Ibsen. Diezelfde Ibsen prees haar als actrice en liet haar de hoofdrol spelen in premières van zijn toneelstukken Kjæmpehøjen (Blanka, 1854), Fru Inger til Østeraad (Eline, 1855) en Gildet paa Solhoug (Signe, 1856). Bij dat laatste stuk zegende Ibsen zelfs Nielsen met de woorden: "Hvile nu Herrens engler over Dem" (Gods engelen waken over je). Nielsen vertelde aan collega Octavia Sperati dat Ibsen dat werk speciaal voor haar had geschreven. Sperati verwisselde vervolgens twee toneelstukken en dacht dat dat hoorde bij Olaf Liljekrans. Sperati verder: Nielsen was nerveus en wachtte op Ibsen. Ibsen, zelf ook nerveus, liep toen naar haar toe en vervolgens weer weg tot hij (kennelijk) zijn moed had verzameld om haar aan te spreken en zei: "Gud følge Dem, naar De kommer ind paa scenen" (God is bij je als je op het toneel staat).
In 1861 kon ze samen met haar man verder acteren in Trondheim. In 1865 stichtte haar man, bij gebrek aan een Bergens gezelschap, een eigen toneelgezelschap, ze zou daar tot 1870 bij blijven. Echter gedurende het seizoen 1867/1868 speelde ze in het gezelschap van Th. Cortes. In 1871 sloot ze zich aan bij het Hans Sørensen theatergezelschap. De violist Ole Bull wilde midden jaren zeventig weer een echt theater in de stad hebben en bezocht een toneelgezelschap dat speelde in een vakbondslokaal. Nielsen speelde toen de rol Inga in Mellem slagene (tussen veldslagen). Bull vond het toneelstuk zo goed uitgevoerd dat hij de acteurs omhelsde en vroeg of zij Den Nationale Scene wilden vormen. Dat Nationale Scene was een nationalistische poging om cultureel onder het Deense en Zweedse juk uit te komen. Noorse acteurs zouden net zo goed zijn als Deense en/of Zweedse. Toen het theatergezelschap Den Nationale Scene op 27 oktober 1876 in Bergen debuteerde, was Nielsen uiteraard van de partij. Ze speelde toen opnieuw de rol van Hjordis in Ibsens Hærmændene paa Helgeland (Vikingen van Helgoland); de rol had ze in 1859 al gespeeld onder leiding van Bjørnstjerne Bjørnson. De rol was met haar in gedachten geschreven. Collega Sperati en professor Harald Noreng vonden dat ze haar persoonlijke temperament geheel in de rol kon uitbuiten. Nielsen nam haar vak dermate serieus, dat ze weleens op bezoek ging bij schrijver Bjørnstjerne Bjørnson om haar rol uit te diepen. Het zou gaan om haar rol in Leonarda, dat in april 1878 een slechte kritiek kreeg. Na contact tussen actrice en auteur kwam de actrice beter in haar rol. Toen ze de hoofdrol in Kjærlighedens Komedie kreeg aangeboden, oefende ze hem wel, maar ze vond zich (al) te oud om die rol nog te spelen. Ze trok zich terug. Haar laatste voorstelling vond plaats op 17 juni 1880; ze speelde Ibsens Samfundets støtter.

## Na het toneel
In datzelfde jaar 1880 verdiepte de actrice zich weer in de Methodistenleer en werd priester. Het zorgde er tevens voor dat ze voorgoed uit het theater verdween. Ze hield contact met Bjørnstjerne Bjørnson en Arne Garborg.
- Bibsys: 98054942
- Gemeinsame Normdatei: 123051746
- International Standard Name Identifier: 0000 0000 3310 3306
- KulturNav: 004c647a-fbd9-4229-9a1b-c399b7b7d2ef
- Library of Congress Control Number: n98064976
- Virtual International Authority File: 30434956
- WorldCat: E39PBJt8mxcmpbQDCtmHC6qYT3